# مارتن موراي (ملاكم)
مارتن موراي (بالإنجليزية: Martin Murray)‏ مواليد 27 سبتمبر 1982 في مرزيسايد، إنجلترا، هو ملاكم محترف بريطاني يصنف ضمن فئة الوزن المتوسط.

## إحصائيات
خاض خلال مسيرته 39 نزالا، فاز في 34 وتعادل في 1 وخسر في 4. فاز بالضربة القاضية في 16 نزالا.

## روابط خارجية
- مارتن موراي على موقع بوكس ريك (الإنجليزية) (registration required)
- مارتن موراي على موقع Tapology.com (الإنجليزية)